# タッチアップ (漫画)
『タッチアップ』とは、原作：田澤拓也、作画：盛田賢司による日本の漫画作品。『ビッグコミックスペリオール』（小学館）にて連載されていた野球漫画。田澤拓也氏の小説「タッチアップ」を元に書かれている。

## あらすじ
片目は失明しているが剛球を投げられる吉沢和馬は、過去の影響で、野球部への誘いを断ってきたが、あることを切っ掛けに入部することになる。

## 登場人物

### 北桜高校
読み方はほくおう。神奈川県にある男女共学の県立高校。野球部は40年前の夏の大会で甲子園まで行き準優勝している。当時の勢いはすさまじく「桜旋風」の言葉を生み出したほど、現在の校長は当時の野球部でエースをしていた。
吉沢和馬(よしざわかずま)
中学は京都の福知山中学を卒業。ポジションはピッチャー。野球選手の父の影響で、ピッチャーをやっていたが、事故が原因で片目を失明した。それでも野球を続けていたが中学3年の県大会のエラーがきっかけで仲間に裏切られてから公式大会にでないと決意していた。
現在では珍しい大きくとるピッチングフォームから生み出されるボールは速く剛速球であるが、片目の代償は重く投球前に腕を伸ばし遠近感を測らなければならない。そして投球に比べ守備はひどく片目の影響が各所に出てしまう。また、セットポジションで投げねばならぬ時はファーストとキャッチャーが見えなくなり、キャッチャーのサインを見ることができなくなる。そのため、サードの汐月を通してサインを得ることでその不利を解消した。打席に立つときも高校までは右打席でピッチャーに正面から向き合うようにして立っていた。この不利も仲間からの助言により左打席に立つことで解消することができた。
吉沢ルナ(よしざわるな)
学年は1年で役職はマネージャー兼仮の監督。和馬の妹であり、もう一度兄に好きである野球をしてほしいと願っていた。事故にあった時父親にかばってもらったため怪我は大事には至らなかったが左腕に傷の跡が大きく残っている。怒っていると関西弁がでてしまう。
兄が野球部にはいったことで自分も野球部でマネージャーを始めた。野球選手の父の影響もあってか野球には詳しく野球をまったく知らない真壁先生に代わり試合では監督役をかってでて選手にアドバイスを出している。
宮武雄平(みやたけゆうへい)
中学は多摩川中学を卒業。学年は3年で野球部主将。ポジションはキャッチャー。「ドリームボーイズ」のひとり、伊達とは同じ中学でバッテリーを組んでおり、伊達が故障するまで続いていた。伊達の勧めもあり憧れだった葵監督のいる北桜高校に入学した。
葵監督がいなくなり空中分解した野球部に残り練習を続けており、心の中では伊達の故障に目を瞑り投げさせたことをあと一歩で甲子園にいけるという誘惑に負けた自分の責任だと感じている。和馬がセットポジションの時はキャッチャーのサインを見ることができなくなることを知った時サードの汐月を通してサインを送ることを提案しこの問題を解消した。キャッチャーとしては体格が小さくクロスプレーに弱い、本人もそのことを自覚しており背が低いことをコンプレックスにしている。
伊達佑哉(だてゆうや)
中学は多摩川中学を卒業。学年は3年でポジションはピッチャー→ファースト。「ドリームボーイズ」のひとりで宮武と同じ中学でバッテリーを組んでいた。子供のころから憧れ陶酔していた葵監督のいる北桜高校に宮武を誘い一緒に入学した。
ピッチャーとしての腕は高く、野球部のエースとして高校2年次にはカーブとスライダーを武器に夏の大会で決勝まで勝ち進んだ。しかし、肩の故障により決勝で誠実学園に敗れ甲子園への切符をのがしてしまう。また、このことがきっかけとなり葵監督の解任と野球部の崩壊を招いてしまう。その後はピッチングを封印し練習に努めてきたがもう一度マウンドに立つことを諦めてはいなかった。故障のことを知ったルナから紹介された病院で投手人生の終わりを告げられた。一人で投げ抜いてきたこともあり、ピッチャーとしての評価が抜きにてていたがスラッガーとしても一流のセンスを持っている。
高気圧晴男(こうきあつはるお)
学年は3年でポジションはセンター。ニックネームはピーカン、由来は苗字から。「ドリームボーイズ」のひとり
荒垣譲治(あらがきじょうじ)
アメリカからの帰国子女。学年は3年でポジションはセカンド。「ドリームボーイズ」のひとりニックネームはガッキー。
汐月圭太(しおづきけいた)
学年は3年でポジションはサード。「ドリームボーイズ」のひとり
小町大輔(こまちだいすけ)
学年は2年でポジションはライト。観察眼がすばらしく、相手の動作や作戦を読み解くとから「予言者」といわれ、ギリシャ語で「予言者」を指すマンティスとかけてカマキリのあだ名でよばれている。しかし、ルナは顔がカマキリに似ているからだと思っていた。頭脳で考えてする野球を目指しているほか野村克也氏を尊敬しており、監督のID野球を目指している。
真壁洋一(まかべよういち)
北桜高校の教職員であり、現在の北桜高校の野球部顧問兼監督。3年F組の受け持ちで和馬の担任でもある。
草野球の助っ人で投げていた和馬の投球を見て「翼を持つ天使」と形容し、美しいピッチングフォームに見せられ和馬を野球部に誘ったその人(その時和馬が失明していることは理解していた)。校長から野球部の監督に任命されたが、生徒たちから「美術バカ」と呼ばれるほど美術一辺倒であり野球についてはまったくの素人である。
臨時の顧問であったと同時に夢にまで見ていたフィレンツェ美術大学への留学が決まっており、留学するまでの間だけという気持ちでいたが校長からの和馬の出場自粛命令を受け悩んだ末、留学をやめ顧問兼監督として野球部と教え子を見守っていくことを決意した。

### 誠実学園
せいじつがくえん。昨年の神奈川県地方大会の優勝校である。決勝で、伊達が肩を壊したことにより大差で優勝を掴んだが、新聞社の記事にもてあそばれたことが重いプレッシャーとなり甲子園では実力を発揮することなく敗退。今年度は優勝候補でもあり、同じく優勝候補の湘南葉山を意識しており一回戦の北桜戦は歯牙にも掛けていない。

### 湘南葉山高校
選抜の準優勝校であり、県内においても強豪校として名高い高校。昨年の夏の大会では伊達の好投により神奈川県地方大会準決勝で北桜に破れ姿を消している。今年はシード校であり優勝候補として名前が挙がっている。

## 小説版との違い
- サードの汐月圭太が元の小説では若佐圭太である。
- 小説で登場する校長が連れてくる竹内美里監督がいない。そのため、真壁先生が顧問兼監督という立場になっている。
- 伊達の肩の故障時期や状態などが変更されている。

## 単行本
1. 1巻　2009年1月発売 ISBN 9784091823533
2. 2巻　2009年6月発売 ISBN 9784091825094
3. 3巻　2009年11月発売 ISBN 9784091827685
4. 4巻　2010年3月発売 ISBN 9784091830791
5. 5巻　2010年7月発売 ISBN 978-4091833570